# Reticulul (constelație)

Reticulul (în latină Reticulum) este o constelație mică și palidă din emisfera sudică.

## Obiecte cerești
Coordonate:  04h 00m 00s, −60° 00′ 00″